# Survivant désigné
Le survivant désigné (ou successeur désigné), en anglais designated survivor (ou designated successor), est un membre du cabinet présidentiel choisi par le président des États-Unis pour ne pas assister à un événement où se trouvent simultanément réunis le chef de l’État et les principaux représentants du pouvoir américain.

## Principe
En cas de catastrophe, d'attentat ou de tout autre événement provoquant la mort ou l'incapacité de gouverner des principaux représentants de l’État, le pouvoir exécutif américain ne resterait pas vacant. Le « survivant désigné » deviendrait automatiquement président des États-Unis et achèverait le mandat de son prédécesseur avec l'ensemble de ses pouvoirs. En effet, la constitution américaine ne prévoit pas le cas où aucun membre de la ligne de succession n'est en état d'assumer la présidence. Les réunions visées par cette mesure sont principalement le discours annuel sur l'état de l'Union ou la cérémonie d'investiture présidentielle. Le survivant désigné reste alors sous la protection du Secret Service dans un lieu secret et sûr.
Ce dispositif survient lorsque le président des États-Unis, le vice-président, le président de la Chambre des représentants, le président pro tempore du Sénat et tous les autres membres du Cabinet présidentiel, se trouvent simultanément réunis au même endroit. Toutes ces personnes sont en effet — et dans cet ordre — les successeurs constitutionnels du président.
Depuis 2007, le plan d'urgence COGCON prévoit cette procédure au niveau d'alerte trois. 
Depuis 2005, le Congrès des États-Unis se choisit aussi en son sein des survivants désignés. En plus de servir de noyau d'une éventuelle législature dans le cas où l'ensemble de leurs collègues seraient tués ou incapables de siéger, un représentant et un sénateur pourraient être désignés aux fonctions de président de la Chambre des représentants et de président pro tempore du Sénat, fonctions qui suivent immédiatement le vice-président dans la ligne de succession présidentielle.
Si un tel survivant du corps législatif est le speaker ou le président pro tempore en fonction, il deviendrait alors le nouveau président plutôt que le membre du Cabinet choisi comme survivant désigné. Cependant on ignore si un autre législateur pourrait en faire autant sans avoir été auparavant élu à cette fonction par un quorum de leur chambre respective.
Se posant la question de savoir si la pratique du « survivant désigné » constitue un excès de l'ordre de succession présidentielle américain, Nolwenn Duclos considère que cette pratique, qui peut être qualifiée de « convention de la Constitution américaine », « apparaît in fine comme une garantie qui pourrait s’avérer salutaire pour la continuité des institutions ».

## Liste des survivants désignés
- 18 février 1981 Discours sur l’état de l’Union : Terrel Bell, secrétaire à l'Éducation
- 26 janvier 1982 Discours sur l'état de l'Union : Inconnu
- 25 janvier 1983 Discours sur l'état de l'Union : Inconnu
- 25 janvier 1984 Discours sur l'état de l'Union : Samuel Pierce, secrétaire au Logement et au Développement urbain
- 24 janvier 1985 Investiture présidentielle : Margaret Heckler, secrétaire à la Santé et aux Services sociaux (première femme)
- 6 février 1985 Discours sur l'état de l'Union : Malcolm Baldrige, secrétaire au Commerce
- 4 février 1986 Discours sur l'état de l'Union : John Rusling Block, secrétaire à l'Agriculture
- 27 janvier 1987 Discours sur l'état de l'Union : Richard Lyng, secrétaire à l'Agriculture
- 25 janvier 1988 Discours sur l'état de l'Union : Donald Hodel, secrétaire à l'Intérieur
- 9 février 1989 Session conjointe du Congrès des États-Unis d'Amérique : Lauro Cavazos, secrétaire à l’Éducation
- 31 janvier 1990 Discours sur l'état de l'Union : Edward J. Derwinski, secrétaire aux Anciens combattants
- 11 septembre 1990 Discours présidentiel avant la session conjointe du Congrès (discours sur la guerre du Golfe, 11 septembre 1990) : Inconnu
- 29 janvier 1991 Discours sur l'état de l'Union : Manuel Lujan, secrétaire à l'Intérieur
- 28 janvier 1992 Discours sur l'état de l'Union : Ed Madigan, secrétaire à l'Agriculture
- 17 février 1993 Discours sur l'état de l'Union[6] : Bruce Babbitt, secrétaire à l'Intérieur
- 25 janvier 1994 Discours sur l'état de l'Union : Mike Espy, secrétaire à l'Agriculture
- 24 janvier 1995 Discours sur l'état de l'Union : Federico Peña, secrétaire aux Transports
- 23 janvier 1996 Discours sur l'état de l'Union : Donna Shalala, secrétaire à la Santé et aux Services sociaux
- 4 février 1997 Discours sur l'état de l'Union : Dan Glickman, secrétaire à l'Agriculture
- 27 janvier 1998 Discours sur l'état de l'Union : William Daley, secrétaire au Commerce
- 29 janvier 1999 Discours sur l'état de l'Union : Andrew Cuomo, secrétaire au Logement et au Développement urbain
- 27 janvier 2000 Discours sur l'état de l'Union : Bill Richardson, secrétaire à l'Énergie
- 20 janvier 2001 Inauguration présidentielle : Lawrence Summers, secrétaire du Trésor
- 27 février 2001 Discours sur l'état de l'Union[6] : Anthony Principi, secrétaire aux Anciens combattants
- 20 septembre 2001 Discours présidentiel avant la session conjointe du Congrès (à la suite des attentats du 11 septembre 2001) :
  - Dick Cheney, vice-président
  - Tommy Thompson, secrétaire à la Santé et aux Services sociaux
- 29 janvier 2002 Discours sur l'état de l'Union : Gale Norton, secrétaire à l'Intérieur
- 28 janvier 2003 Discours sur l'état de l'Union : John Ashcroft, procureur général
- 20 janvier 2004 Discours sur l'état de l'Union : Donald Evans, secrétaire au Commerce
- 20 janvier 2005 Inauguration présidentielle : Gale Norton, secrétaire à l'Intérieur
- 2 février 2005 Discours sur l'état de l'Union :
  - Donald Evans[7], secrétaire au Commerce
  - Sen. Ted Stevens (R-AK), président pro tempore du Sénat
  - Sen. Kent Conrad (D-ND), Rep. John Doolittle (en) (R-Californie) et Rep. George Miller (en) (D-Californie)
- 31 janvier 2006 Discours sur l'état de l'Union :
  - Jim Nicholson[7], secrétaire aux Anciens combattants
  - Sen. Ted Stevens (R-AK), président pro tempore du Sénat
  - Sen. Byron Dorgan (D-ND), Rep. Eric Cantor (R-VA) et Rep. George Miller (en) (D-CA)
- 23 janvier 2007 Discours sur l'état de l'Union :
  - Alberto Gonzales[7], procureur général
  - Sen. Robert Byrd (D-WV), président pro tempore du Sénat
- 28 janvier 2008 Discours sur l'état de l'Union : Dirk Kempthorne, secrétaire à l'Intérieur
- 20 janvier 2009 Inauguration présidentielle : Robert Gates, secrétaire à la Défense
- 24 février 2009 Session conjointe du Congrès des États-Unis d'Amérique : Eric Holder, procureur général
- 27 janvier 2010 Discours sur l'état de l'Union : Shaun Donovan, secrétaire au Logement et au Développement urbain
- 25 janvier 2011 Discours sur l'état de l'Union : Ken Salazar, secrétaire à l'Intérieur
- 24 janvier 2012 Discours sur l'état de l'Union : Tom Vilsack, secrétaire à l'Agriculture
- 12 février 2013 Discours sur l'état de l'Union : Steven Chu, secrétaire à l'Énergie
- 28 janvier 2014 Discours sur l'état de l'Union : Ernest Moniz, secrétaire à l'Énergie
- 20 janvier 2015 Discours sur l'état de l'Union : Anthony Foxx, secrétaire aux Transports
- 12 janvier 2016 Discours sur l'état de l'Union : Orrin Hatch, président pro tempore du Sénat
- 20 janvier 2017 Inauguration présidentielle : Orrin Hatch[8], président pro tempore du Sénat et Jeh Johnson[9], secrétaire à la Sécurité intérieure
- 28 février 2017 Premier discours de Donald Trump devant le Congrès (en) : David Shulkin, secrétaire aux Anciens combattants[10].
- 30 janvier 2018 Discours sur l'état de l'Union : Sonny Perdue, secrétaire à l'Agriculture
- 5 février 2019 Discours sur l'état de l'Union : Rick Perry, secrétaire à l'Énergie[11]
- 4 février 2020 Discours sur l'état de l'Union : David Bernhardt, secrétaire à l'Intérieur[12]
- 1er mars 2022 Discours sur l'état de l'Union : Gina Raimondo, secrétaire au Commerce[13]
- 7 février 2023 Discours sur l'état de l'Union : Marty Walsh, secrétaire au Travail[14]
- 7 mars 2024 Discours sur l'état de l'Union : Miguel Cardona, secrétaire à l'Éducation.

## Fiction
En 2016, la série télévisée américaine intitulée Designated Survivor, créée par David Guggenheim, met en scène le parcours d'un secrétaire au Logement et au Développement urbain devenu président des États-Unis dans le cadre de cette procédure, après une attaque du Capitole lors du discours sur l'état de l'Union.